# Bácsszentgyörgy
Bácsszentgyörgy – wieś w południowej części Węgier, w pobliżu miasta Baja.
Miejscowość leży na obszarze Wielkiej Niziny Węgierskiej, w komitacie Bács-Kiskun, w powiecie Baja. Wieś liczy 159 mieszkańców (2009) i zajmuje obszar 14,73 km².